# 刘颂豪
刘颂豪（1930年11月12日—），男，籍贯广东顺德，生于广东广州，中国光学专家，中国科学院院士，中共党员，毕业于广东省文理学院，曾任中国科学院安徽光学精密机械研究所所长、华南师范大学校长、全国政协委员。

## 生平
刘颂豪1930年11月12日出生于广州。1937年广州沦陷前，全家迁回老家顺德容奇。回乡避难期间，目睹日军欺压国人情形，立志报国。1951年毕业于广东文理学院物理系，进入中科院工作，师从王大珩、龚祖同。
1957年起，开始对稀土光学玻璃的研究。1960年代，进入激光领域，参与研制中国第一批激光器。1986年，刘颂豪回到广州，就任华南师范大学校长。1999年当选为中国科学院院士。

## 成就
刘颂豪早期致力于稀土玻璃化学成分与性质的研究，发展了高折射率低色散的稀土光学玻璃。研制成功的CaF:Dy2+红外连续固体激光器，是中国最早研究成功的三种固体激光器之一。发现了受激克尔散射效应。在中国国率先建立超声分子束激光光谱学实验方法，用于物理和化学研究。率先开展激光生命科学研究，首次探测到常温下蛋白分子产生的双光子诱发荧光，系统研究了血卟啉衍生物治癌的光动学机理。